# نورثروپ بتا

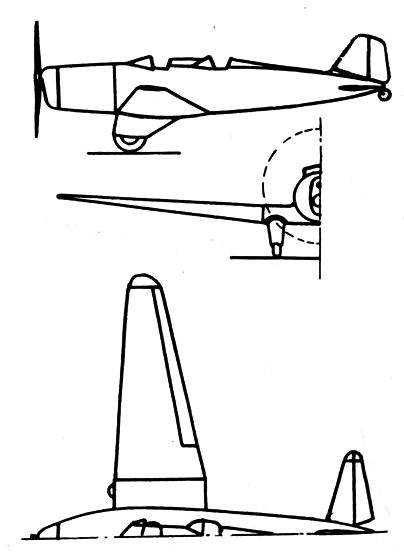
هواگرد نورثروپ بتا

نورثروپ بتا (به انگلیسی: Northrop_Beta) یک هواگرد ملخ‌پیشین تک‌موتوره از نوع تک باله ورزشی ساخت شرکت Northrop است. هواگرد نورثروپ بتا نخستین پروازش را در ۰۳ مارس ۱۹۳۱ میلادی انجام داد. در مجموع، تعداد ۲ فروند از این هواگرد ساخته شده‌است.
طراح این هواگرد، Don R. Berlin بود.